# CEI 61131
CEI 61131 est une norme de la Commission électrotechnique internationale (CEI) destinée à réglementer plusieurs aspects de la programmation, équipements et communication des automates programmables industriels. Cette norme était nommée CEI 1131 auparavant.

## Sections de la CEI 61131
La norme CEI 61131 est divisé en plusieurs parties:
- Part 1: Informations générales
- Part 2: Exigences et essais des équipements
- Part 3: Langages de programmation
- Part 4: Mode d'emploi
- Part 5: Communications
- Part 6: Sécurité Fonctionnelle
- Part 7: Programmation en logique floue
- Part 8: Mode d'emploi pour l'implémentation et l'application des langages de programmation
- Part 9: Interface de communication numérique point à point pour les petits capteurs et actionneurs (SDCI)